# A56 road
Die A56 road (englisch für Straße A56) ist eine 115 km lange, teilweise als Primary route ausgewiesene Straße in England, die Chester mit Broughton in North Yorkshire verbindet.

## Verlauf
Die Straße führt als Frodsham Road in nordöstlicher Richtung aus dem Zentrum der Stadt Chester, kreuzt den M53 motorway an dessen Übergang in die A55 road (junction 12) und verläuft dann parallel südlich zum M56 motorway nach Frodsham. Auf der Höhe des Anschlusses junction 12 des M56 wird sie zur Primary route, kreuzt die A533 road, kreuzt mehrmals den M56 sowie bei Warrington die A49 road. Bei Grappenhall wird die A50 road gekreuzt und die Straße verliert die Eigenschaft als Primary route. Kurz darauf wird der M6 motorway gekreuzt, jedoch besteht kein Anschluss. Auf der Höhe der Anschlüsse junction 8 und junction 7 des M56 schwenkt die Straße in einem Kreisverkehr nach Nordosten ab und wird wieder zur Primary route. Über Altrincham und die Kreuzung mit dem M60 motorway, der Manchester Outer Ring Road, führt sie in das Zentrum von Manchester, das nach Norden wieder verlassen wird; dabei wird der M60 motorway als Ringautobahn nochmals gekreuzt. In Bury quert die A58 road und die A56 verliert wieder ihren Charakter als Primary route. Sie verläuft weiter parallel zum M66 motorway nach Norden und setzt diesen an seinem Ende als Primary route mit getrennten Fahrbahnen (dual carriageway) über Rawtenstall zum M65 motorway fort, den sie beim Anschluss junction 8 erreicht. Bis zum Anschluss junction 13 des M65 ist die Straße unterbrochen und setzt sich dann über Colne bis Broughton fort, wo sie an der A59 road endet.